# Georges de Mecklembourg (1899-1963)
Pour les articles homonymes, voir Georges de Mecklembourg.
Georges-Alexandre de Mecklembourg, (en allemand, Georg-Alexander von Mecklenburg), né le 5 octobre 1899 à Oranienbaum (Russie impériale), mort le 6 juillet 1963 à Sigmaringen.
Il porta le titre de comte von Carlow puis duc de Mecklembourg. Cet arrière-petit-fils du grand-duc Michel de Russie est né en Russie et y passera toute sa jeunesse jusqu'à la révolution d'Octobre.

## Biographie

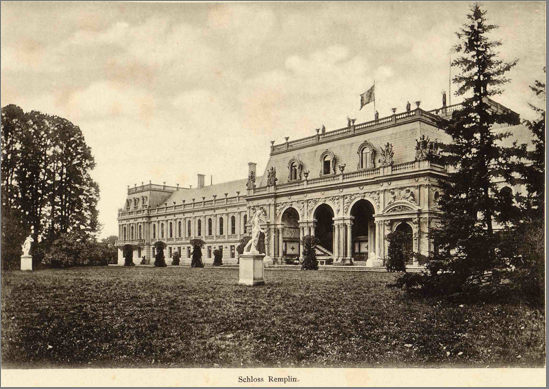
Château de Remplin

Georges de Mecklembourg est le fils de Georges-Alexandre de Mecklembourg-Strelitz (1859-1909) et de son épouse morganatique, née Nathalie Vonlarskaïa, titrée comtesse de Carlow.
En 1928, Georges-Alexandre de Mecklembourg fut adopté par son oncle Charles-Michel de Mecklembourg-Strelitz. Après cette adoption, Georges-Alexandre put porter le titre de duc de Mecklembourg et d'Altesse Sérénissime. Ce titre fut confirmé le 18 juillet 1929 par le grand-duc Cyrille Vladimirovitch de Russie, chef de la Maison impériale de Russie. Les membres de cette lignée morganatique von Carlow reçurent du grand-duc Frédéric-François de Mecklembourg, chef de la Maison de Mecklembourg la permission de porter le prédicat d'altesse le 13 décembre 1949.
La famille de Mecklembourg, à cause de sa position dans l'aristocratie européenne, était mal vue du régime national-socialiste. D'autre part le duc est moitié russe, a été élevé en Russie et est favorable aux idées catholiques. Aussi le château de Remplin est brulé dans un incendie criminel en 1940, fomenté par les nazis locaux. Le duc est déporté en 1944 au camp de concentration de Sachsenhausen et libéré un an plus tard au bord de la mort.
Il décide en 1950, après un conseil de famille, de porter le titre de duc de Mecklembourg avec le prédicat d'altesse et d'abolir le titre de comte de Carlow.

### Mariages et descendance
Le 7 octobre 1920, Georges-Alexandre de Mecklembourg épousa à Genève Irina Raïevskaïa (en) (1892-1955). Quatre enfants sont nés de cette union :
- Georges-Alexandre de Mecklembourg (1921-1996), duc de Mecklembourg
- Alexandre (né et mort en 1922)
- Hélène de Mecklembourg (1924-1962) qui épouse en 1955 Hassan Sayed Kamil (1918-1991)
- Charles-Grégoire de Mecklembourg (1933-2018) qui épouse en 1966 la princesse Marie-Marguerite de Hohenzollern (1938-2006)

Veuf, Alexandre-Georges de Mecklembourg épouse en 1956 à Sigmaringen l'archiduchesse Charlotte d'Autriche (1921-1989), (fille de l'empereur et roi Charles Ier d'Autriche et de l'impératrice, née princesse Zita de Bourbon-Parme)

## Généalogie
Issue de la lignée morganatique des Carlow, Georges-Alexandre de Mecklembourg appartient à la troisième branche (Mecklembourg-Strelitz) issue de la première branche de la Maison de Mecklembourg. Cette troisième lignée s'éteignit avec son fils Georges-Alexandre de Mecklembourg en 1996. Georges Borwin est l'actuel prétendant à la succession.